# Екатерина (Ефимовская)
Игу́мения Екатери́на (в миру Евге́ния Бори́совна Ефи́мовская; 28 августа (9 сентября) 1850, Москва — 28 октября 1925, Монастырь Ново-Хопово, Фрушка-Гора) — монахиня Русской православной церкви, автор концепции женского «деятельного монастыря», основательница и первая настоятельница монастыря Рождества Пресвятой Богородицы в Лесне.
Происходила из глубоко религиозной аристократической семьи. Получила университетский диплом в области языка и русской литературы, работала учителем в православной школе Сергея Рачинского. Под влиянием славянофильских идей и собственных наблюдений жизни русской деревни решила стать православной монахиней, сочетая аскетическую жизнь со служением бедным через общественную деятельность. Эта концепция получила поддержку архиепископа Холмско-Варшавского Леонтия (Лебединского), который предложил ей создать монастырь в Лесне-Подляской. По замыслу архиепископа Леонтия, ведшие общественную деятельность монахини могли бы способствовать укреплению позиций православия среди местного католического населения и униатов, чуждавшихся православия.
Евгения Ефимовская приняла монашество в 1889 году с именем Екатерина, в этом же году она получила достоинство игумении. Во главе с ней монастырь Рождества Божией Матери в Лесне стал в течение последующих двадцати лет одним из крупнейших женских монастырей в России, значительным центром паломничества, местным центром экономической и образовательной деятельности. При монастыре действовали сиротский приют, девятилетняя церковно-учительская семинария, школы для детей из окрестных сёл, а также больница и амбулатория. Монастырь вёл обширное хозяйство. Игумения Екатерина оставалась настоятельницей до 1908 года, затем по состоянию здоровья официально передала управление монашеской общиной монахине Нине (Коссаковской), но фактически управляла монашеской общиной совместно с ней до конца жизни. В 1915 году эвакуировалась вместе со всем насельницами монастыря из Лесны в Петроград, затем эмигрировала вместе с группой монахинь в Бессарабию, а оттуда в Королевство сербов, хорватов и словенцев. Способствовала обновлению и восстановлению монастыря Ново-Хопово на Фрушской Горе, а также возрождению женского монашества в сербском православии, где она пыталась распространять модель активной монашеской жизни. Ново-Хопово было также одним из важнейших религиозных центров русской эмиграции.
Неформальное почитание игумении Екатерины как святой существует в Русской православной церкви заграницей. 10 октября 2010 года, во время празднования 125-летия основания обители, она была причислена к лику святых в юрисдикции Русской истинно-православной церкви.
Автор церковных трудов, основные из которых посвящены служении диаконисс в раннем христианстве, ратовала за восстановление такого служения в Православной российской церкви. В начале XX века принимала участие в инициированной митрополитом Антонием (Вадковским) дискуссии о роли и состоянии русского монашества.

## Биография

### Молодость
Она была дочерью графа Бориса Андреевича Ефимовского, предводителя дворянства Гжатского уезда Смоленской губернии, и его жены, которая происходила из рода князей Хилковых. У неё был брат и младшая сестра. Семья жила попеременно в имении Клементьево (ныне Можайский район Московской области) и в Москве. Отец будущей монахини был человеком глубоко религиозным, отличался любовью к Церкви и церковному быту и был большим знатоком богослужения. По большим праздникам, особенно на Пасху, дом Ефимовских был всегда полон московского духовенства, приезжавшего поздравить графа.
Евгения получила домашние образование. Изначально училась под руководством частной английской учительницы, затем отец начал приглашать в дом профессоров Московского университета, где в 1869 году сдала экзамен для получения университетского диплома по русскому языку и литературе. Определенную роль в её формировании сыграла обстановка 1860-х годов. В те годы повсюду кипели споры вокруг «женского вопроса», идея участия женщин в общественной жизни охватывала людей различных политических взглядов. По отзыва митрополита Евлогия (Георгиевского): «увлекалась народническими и либеральными течениями, вращаясь в передовых интеллигентских кругах, переписывалась и спорила с В.Соловьевым, с философски образованным иеромонахом Михаилом Грибановским, инспектором Петербургской Академии <…>; была хорошо осведомлена в вопросах философии, богословия — вообще была очень образованная женщина». Писала стихи и повести для литературных журналов.
Спустя несколько лет Борис Ефимовский тяжело заболел. Его супруга, находящаяся с детьми в Москве, она уехала к нему в Смоленскую губернию. Евгения, оставшаяся с младшей сестрой в Москве, поступила учительницей французского языка в Николаевский институт. В 1874 году её отец умер. Молодая женщина открыла тогда собственную школу-пансион, где в 1877 году сильно обожгла ногу, что заставило её закрыть пансион. Она долго болела, провела одиннадцать месяцев в постели, а потом переехала выздоравливать в деревню, где была шокирована условиями жизни русских крестьян и тем, как многое отделяло их той среды, где она жила.
После выздоровления Евгения уехала во Францию, где посетила Ивана Тургенева, а затем в Англию. По воспоминаниям Евлогия (Георгиевского), «больше других стран полюбила Англию. Не раз с увлечением рассказывала она мне об английском духовенстве, о быте епископов, чистоте их общественных и семейных нравов».

### Учительница
В Россию она вернулась уже в 1880-е годы. Первоначально стала работать в Екатерининском институте в Санкт-Петербурге. Затем заведовала приютом приютом Анны Аксаковой. Симпатизировала с славянофильским идеям и вращались в кругах их сторонников.
Проблема воспитания детей в православной вере уже ранее была предметом её раздумий и интересов, поэтому поступила работать учительницей в приходской школе, основанной Сергеем Рачинским в его имении Татево Смоленской губернии. По замыслу Рачинского, педагога и общественного деятеля, должно было быть образцовая сельская школа в православном духе. Работая в школе, Евгения Ефимовская решила принять монашество и основать женский монастырь, устроенный иначе, чем уже существующие монастыри Русской Православной Церкви. Монашеская община, сохраняя строгую подвижническую жизнь, должна была одновременно вести масштабную общественную работу, содержа больницу, школу и приют. Концепцию Евгении Ефимовской и её решимость посвятить свою жизнь служению бедным, историк Церкви Павел Зырянов сравнил с «хождениями в народ» в предыдущие десятилетия активистов-народовольцев из высших слоёв.
Изначально она рассматривала возможность реализации этих планов в Великобудищском женском монастыре Полтавской губернии, где устроилась учительницей приходской школы, однако её концепция была оценена отрицательно. Идеей Евгении Ефимовской заинтересовался архиепископ Холмско-Варшавский Леонтий (Лебединский), который пригласил её для создания женского монастыря в Лесне, в зданиях закрытого после польского восстания монастыря, принадлежавшего Ордену паулинов. По замыслу архиепископа Леонтия женский монастырь, ведущий общественную деятельность, должен был убедить в православии местное население, католиков или бывших униатов, недовольных навязанной им в 1875 году изменением вероисповедания, а также попутно, способствовать русификации региона.
Перед выездом в Лесну она встретилась с иеромонахом Амвросием (Гренковым) из Оптиной пустыни, который благословил её начинание и составил для леснинских сестёр келейное правило, которые каждая монахиня вновь создаваемого монастыря должна каждый день читать в келии. Поддержка создаваемому монастырю оказалась также Иоанн Кронштадтский, молиться о намерениях сестёр, передавал им денежные средства из полученных денежных подарков. Кроме того он убедил одну из своих духовных дочерей, почётную гражданку Петербурга Пелагию Ивановну Поршневу, пожертвовать землю для Леснинского подворья на Набережной Чёрной речки, у Новой деревни. Одновременно предложенная Екатериной Ефимовской концепция «деятельного монастыря», отличного от традиционных моделей монашеской жизни женских монастырей в России, по-прежнему встречалась с негативным отзывами многих епископов. По их мнению, женщины могли вести благотворительную и образовательную деятельность, но для этого нецелесообразным было создание монастыря, и принятие монашеских обетов.

### Настоятельница монастыря в Лесне
Евгения Ефимовская прибыла в Лесну 19 октября 1885 года прибыла в Лесну вместе с 5 сёстрами-послушницами и 2 девочками-сиротами, первыми жительницами монастырского приюта. Днём позже торжественным богослужением началась деятельность женской общины, которая изначально не имела статуса монастыря. Такой статус присваивался Святейшим Синодом уже de facto существующим общинам, что и произошло 26 августа 1889 года, причём монастырю стразу был присвоен первый класс. В том же году Евгения был пострижена в монашество с именем Екатерина, а затем была возведена в достоинство игумении. В момент предоставления общине статуса монастыря пребывало в ней 37 насельниц. В 1892 году игумения Екатерина была награждена наперсным крестом.

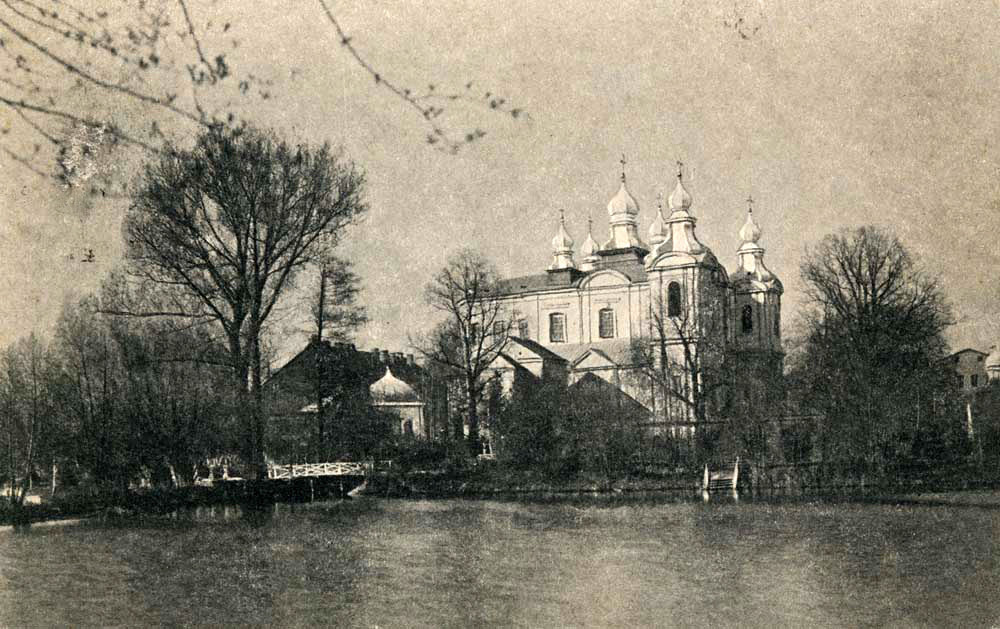
Лесненский монастырь в 1909 году

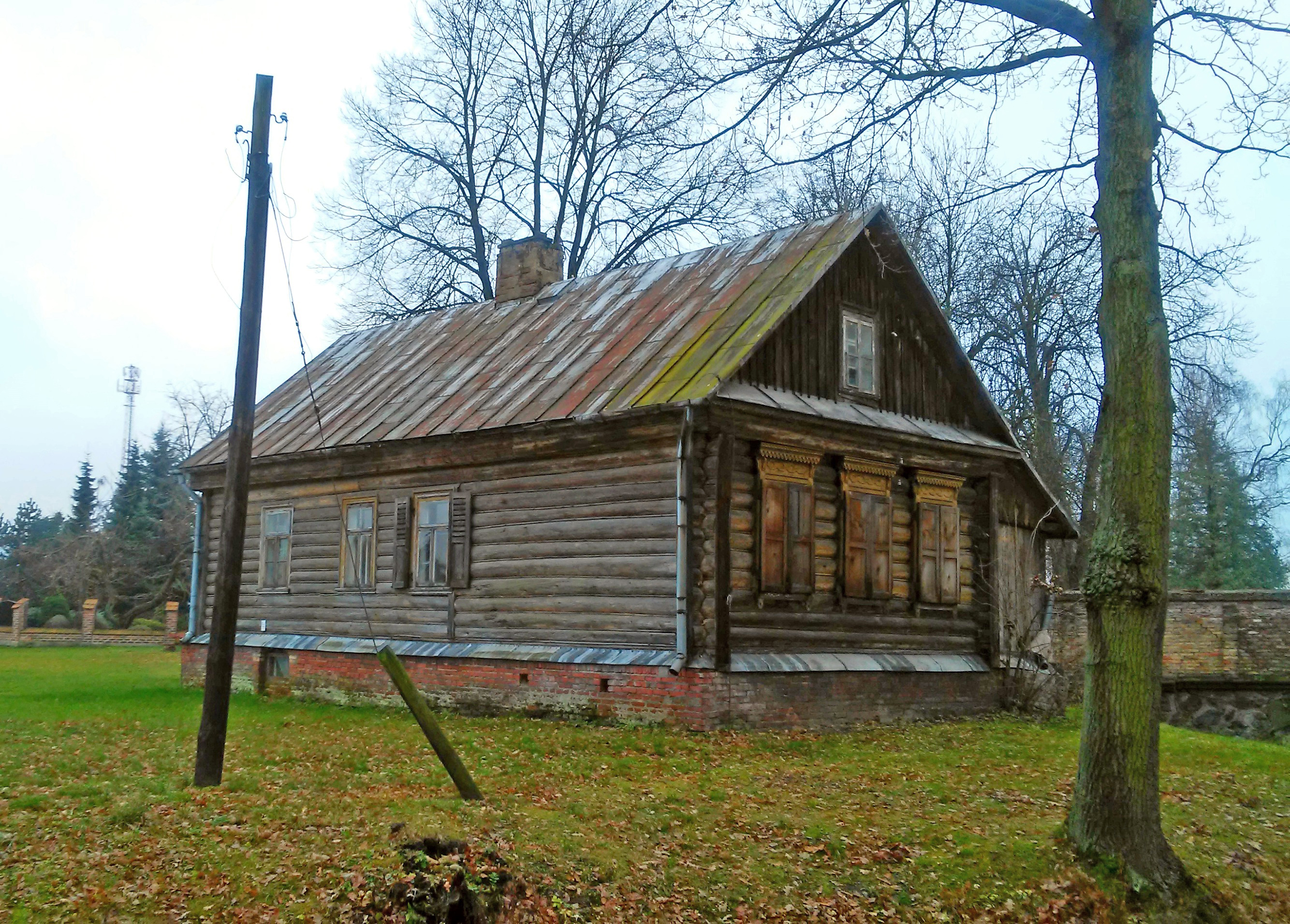
Деревянный дом, в котором жила игумения Екатерина

Игумения Екатерина в первые годы существования монастыря лично физически трудилась в деле устройства монастыря и его церкви в здании бывшего костёла паулинов. Пела также в монастырском хоре и исполняла обязанности канонарха. При монастыре открыли школу на 300 девочек, где изучалось рукоделие и православный катехезис, и мужскую сельскохозяйственную школу и женские учительскую семинарию, основной задачей которой было обучение будущих преподавательниц для преподавания в сельских приходских двухклассных школах. В 1904 году игумения Екатерина открыла также сельскохозяйственную школу для девочек. В общей сложности в монастырских школах в начале XX века учились до тысячи человек, причём приоритет при приёме в школы отдавался детям из крестьянских или мещанских семей. От поступавших не требовали перехода в православие. В школах училось много католиков. Вместе с тем, каждый каждый переход в православие получал отражение в отчётах о деятельности монастыря.
Также по инициативе игумении в Лесне был открыт госпиталь и лазарет с возможностью бесплатного получения лекарств, а также ботанический сад, ориентированный на выращивание трав с полезными свойствами. Затем игумения Екатерина организовала при монастыре мельницу, завод, выпускающий церковные свечи и добилась открытия железнодорожной станции, благодаря которой в монастырь стало легче приезжать паломникам.
Игумения Екатерина была активным участником инициированной митрополитом Санкт-Петербургским Антонием (Вадковским) дискуссии о православном монашестве в России, его состоянии, отношениях с обществом (особенно с интеллигенцией) и задачах после революции 1905 года. Наиболее известным стало исследование о служении диаконис в первые века христианства, которые публиковали в журнале «Христианин» в конце 1908 и в 1909 году. Выступала за введение в Русской Православной Церкви служения диаконис по образцу раннего христианства, что по её мнению могло побудить образованных женщин к активной деятельности на благо Церкви. Опубликовала работу «Монастырь и христианский аскетизм». Постоянно переписывалась на богословские темы с епископами Михаилом (Грибановским), Амвросием (Ключарёвым), Антонием (Вадковским) и Антонием (Храповицким). В 1899 году принимала в своём монастыре Иоанна Кронштадтского. Высоко ценил труды игумении Екатерины епископ Люблинский, а затем Холмский Евлогий (Георгиевский).
Под руководством игумении Екатерины монастырь в Лесне стал одним из самых важных в России центров женского монашества. На 1909 год в нём пребывало более 700 монахинь и послушниц, а на самые важные монастырские праздники приезжали до 25 тысяч паломников. В монастыре регулярно совершали богослужения епископы. В 1914 году в монастыре жило 20 монахинь и 300 рясофорных послушниц (тех, кому благословили носить монашеские одежды, но ещё не постригли). Игумения Екатерина устанавливала высокие требования к кандидатам на постриг, так что во многих случаях, период между поступлением в обитель и постригом растягивался на несколько лет.
Помимо учреждения подворья в Санкт-Петербурге, у монастыря были подворья в Холме, Варшаве и Ялте.
Деятельность игумении Екатерины была высоко оценена императором Николаем II, который в 1900 году наградил её крестом с украшениями. Покровительствовала монастырю в Лесне также его супруга Александра Фёдоровна. При её поддержке монахини из Лесны, которые получили образование духовное у игумении Екатерины — Афанасия (Громеко), Анна (Потто) и Елена (Коновалова) основали монашеские общины с подобном устройством: монастырь Христа Спасителя в Вирове, монастырь святого Антония в Радечнице, монастырь Рождества Божией Матери в Краснымстоке и монастырь Преображения Господня в Теолине. Царская чета дважды приезжала в Лесну; в честь их второго приезда в 1900 году игумения распорядилась построить часовню в Бяла-Подляске. Духовный авторитет игумении Екатерины и её аристократическое происхождение сделали её влиятельным человеком при дворе последнего русского царя. В 1898 году игумения Екатерина использовала своё положение, чтобы добиться удаления из Холмско-Варшавской епархии викарного епископа Тихона (Беллавина), который ревизуя привислинские монастыри, нашел Лесне отсутствие всякой отчётности и полный произвол графини-игуменьи в распоряжении монастырским добром (монастырь был постоянно в долгах). В результате он был направлен служить в Северную Америку епископом Алеутским и Аляскинским, а архиепископа Холмско-Варшавского Флавиана (Городецкого), его защитника, перевели на должность Экзарха Грузии. Игумения Екатерина неоднократно путешествовала в Петербург, чтобы просить о дополнительных финансовых средствах для монастыря, и, как правило, получала поддержку государства или частных жертвователей.
Весной 1905 года игумения Екатерина вместе с епископом Люблинском Евлогием (Георгиевским) ездила в Петербург, чтобы поговорить с обер-прокурором Константином Победоносцевым, министром внутренних дел Александром Булыгиным и царём по поводу неблагоприятных для православия последствий указа «Об укреплении начал веротерпимости» (воспользовавшись им, ок. 180 тысяч бывших холмских униатов перешли в католичество латинского обряда) и просить о помощи для церковных структур на Холмской земле. Её влияние при дворе позволили делегации получить несколько раз аудиенцию у Николая II, который под впечатлением от аргументов епископа Евлогия пронял решение о необходимости создания самостоятельной Холмской епархии.

### «Вторая игумения». Бегство
В 1907 году у игумении Екатерины ампутируют ногу, на которой вновь дали о себе знать раны от перенесённого ожога В связи с этим она решила уйти на покой и пребывать в Лесне как схимонахиня. Управление монастерём она доверила своей ближайшей соратнице, экономке монастыря ионахине Нине (Коссаковской). В конечном счёте, однако до конца жизни она руководила Леснинской общиной совместно с ней, именуясь «второй игуменией».
В 1915 году монастырь в Лесной был важным местным центром экономической и образовательной сферах.
31 июля 1915 года вместе со всей монашеской общиной она эвакуировалась из Лесны. Монастырские здания заняли военнослужащие императорской армии. Большая часть сестёр вместе с воспитанниками монастырского приюта отправились в Серафимо-Понетаевский монастырь в Нижегородской губернии. Игумения Екатерина, игумения Нина и около 140 сестёр и послушниц, решили жить в Петрограде, расселившись между Леснинским подворьем, Новодевичьем Воскресенким и в Свято-Иоанновским монастырями. В столице они оставались до середины августа 1917 года, когда по приглашению архиепископа Кишинёвского Анастасия (Грибановского), в 1914—1915 годы служивший епископом Холмским и Люблинским. Игумении Екатерина и Нина, за которыми последовала 70 насельниц, прибыли в Жабский монастырь на Днестре. После аннексии Бессарабии Румынией румынские власти требовали, чтобы монахини приняли румынское подданство, вошли в юрисдикцию Румынской православной церкви и вели богослужение на румынском языке. Не согласившись на это, и опасаясь, что Румынская православная церковь перейдёт на новый стиль (новоюлианский календарь), приняли решение искать для монастыря новое пристанище и поехали в Сербию просить помощи у принца-регента Александра I Карагеоргиевича, покровителя белой эмиграции в Королевстве сербов, хорватов и словенцев. Часть монахинь всё же решила остаться в Жабском монастыре.

### В Сербии

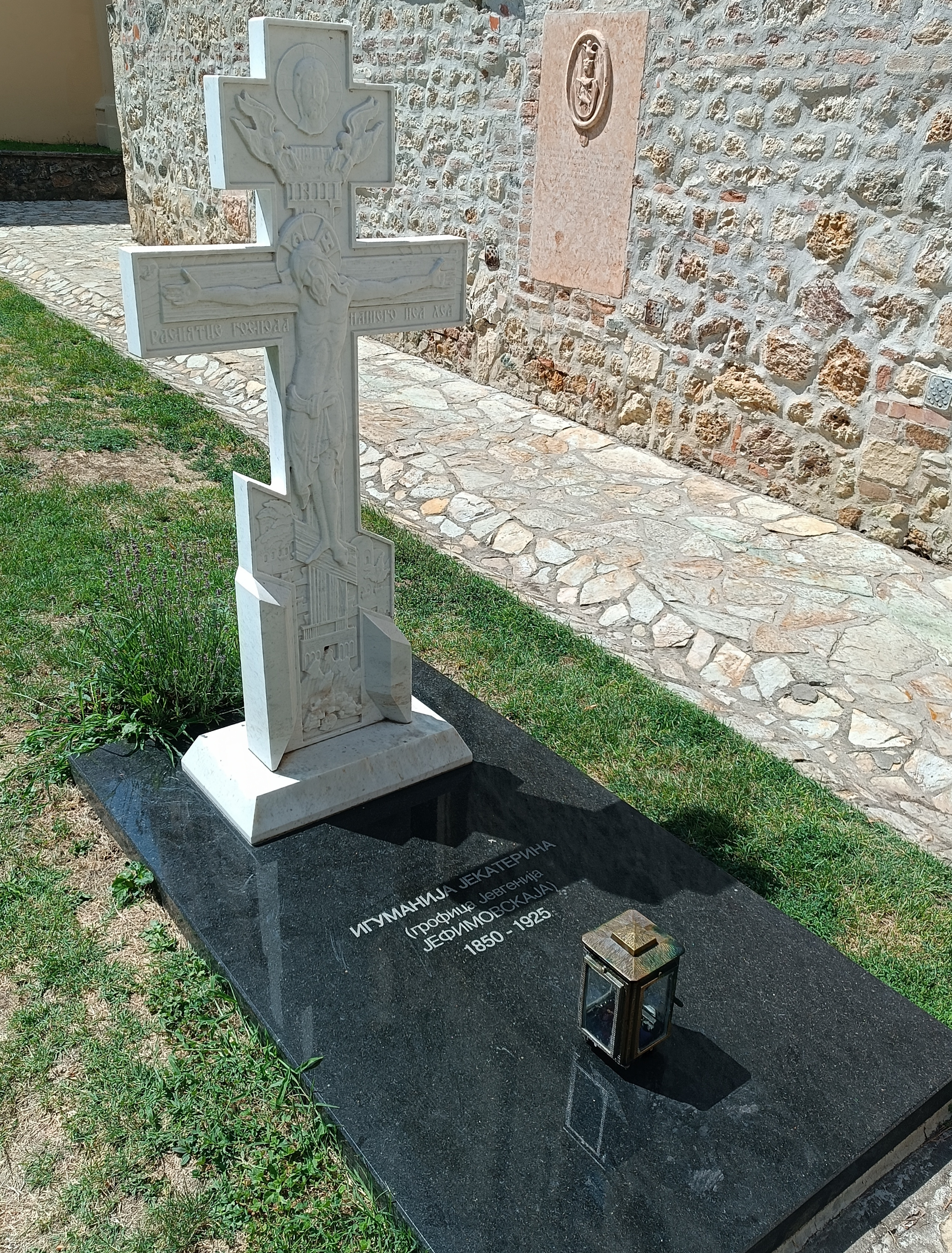
Восстановленная могила в монастыре Ново Хопово

В 1920 году игумения Екатерина вместе с 62 монахинями и послушницами прибыла на оплаченном королём Александром I барже по Дунаю до Белграда. Епископ Нишский Досифей (Васич) предоставил им для жительства Монастырь Куведжин на Фрушской Горе. Уже через несколько месяцев монахини перешли в другой фрушскогорский монастырь — недействовавший на тот момент монастырь Ново-Хопово. Монастырь стал одним из центров религиозной жизни русской белой эмиграции в Югославии. В число послушниц принимались не только русские, но и сербки, что было новым для Сербской православной церкви.
В Ново-Хопове сёстры постарались сохранить традиции Лесны, но возобновить экономический размах Лесны в новых условиях не удалось, несмотря на все старания обеих игумений. Наиболее важным делом сестёр на новом месте стал приют, в котором жили главным образом брошенные или осиротевшие дети русских эмигрантов. Монахини из Ново-Хопова также способствовали возрождению женского монашества в Сербском Православной Церкви, распространяя модель «деятельного монастыря» и открывая новые женские общины. В таких обстоятельствах возникла первая в новейшей истории сербская женская монашеская община, которая заняла здание Монастыря Куведжин, настоятельницей которого стал игумения Мелания (Кривокучин), которая в 1920—1923 годы жила в Ново-Хопове.
В 1923 году игумения Екатерина принимала в монастыре короля Александра I, а в сентябре 1925 года, а в монастыре состоялся III съезд Русского студенческого христианского движения, на котором председательствовал Первоиерарх РПЦЗ митрополит Антоний (Храповицкий). Игумения Екатерина принимала в съезде активное участие.
15 (28) октября 1925 года игумения Екатерина тихо скончалась в окружении близких сестёр. Отпевание состоялось 18/31 октября. Её погребение 1 ноября того же года возглавил епископ Сремский Максимилиан (Хайдин) в сопровождении группы сербских священников и единственного русского священника Алексия Нелюбова. Её похоронили на монастырском кладбище. Её первоначальное надгробие было уничтожено во время Второй мировой войны, когда были сожжён, а затем заброшен весь монастырь.

## Память и почитание
В 1984 году архимандрит Досифей (Мильков) из Монастыря Гргетег, давний почитатель Игумении Екатерины, добился разрешения восстановить надгробие на её могиле, но Хоповский монастырь был в запустении, и могилу игумении Екатернины пришлось искать. В поисках помогала настоятельница Хоповского монастыря игумения Мария, которая в 1923—1925 годах была хоповской послушницей, и местные жители, знавшие монастырь до разорения. Могилу нашли. В неё обнаружили нетленные мощи игумении Екатерины. Не имея благословения на открытие мощей, он был вынужден опять захоронить их
В 1985 году архиепископ Женевский и Западно-Европейский Антоний (Бартошевич) посетил Хопово, где он часто бывал в детстве, и за свой счёт установил мраморное надгробие.
Известие об этом событии распространялось, и почитание игумении Екатерины росло. Был составлен тропарь, кондак, акафист и краткое жизнеописание. О прославлении игумении Екатерины заговорил в 1993 году Первоиерарх РПЦЗ Митрополит Виталий (Устинов) после ознакомления с её письменными трудами.
9-10 октября 2010 года в стенах Леснинского монастыря прошла канонизация его основательницы игумении Екатерины (Ефимовской), память которой будет праздноваться в день преставления, 28 октября по новому стилю.